# Capucine
Germaine Lefebvre, conocida artísticamente como Capucine (Saint-Raphaël, Francia, 6 de enero de 1928 - Lausana, Suiza, 17 de marzo de 1990) fue una modelo y actriz de cine y televisión, francesa. Es recordada por su participación como Simone Clouseau en los filmes La pantera rosa (1963), Tras la pista de la pantera rosa (1982) y La maldición de la pantera rosa (1983), los tres del director Blake Edwards.

## Biografía
Proveniente de una familia de clase media de Tolón, después de realizar sus estudios y graduarse como Bachelor of Arts en idiomas extranjeros, se trasladó a París para iniciar una carrera como modelo para las casas de alta costura, Givenchy, Christian Dior y Pierre Balmain, llegando a ser una supermodelo con el nombre de Capucine (como la flor llamada capuchina o taco de reina). Durante ese período hizo amistad con la también modelo y futura actriz Audrey Hepburn.
En 1948 hizo su primera aparición cinematográfica en un papel secundario del filme L'aigle à deux têtes del director Jean Cocteau. Al año siguiente participó en el filme Rendez-vous de juillet, donde conoció al actor Pierre Trabaud, con quien se casaría, en un matrimonio que sólo duró seis meses. De 1950 a 1955 participó en cuatro filmes más, continuando, además, su carrera como modelo.
En 1957 fue descubierta por el productor estadounidense Charles Feldman, mientras trabajaba como modelo en Nueva York. El director le sugirió mudarse a Hollywood para perfeccionar sus estudios de arte dramático y aprender inglés, actuando en 1960 en el filme Song Without End, de Charles Vidor, junto a Dirk Bogarde, por la cual fue candidata al premio Globo de oro 1961 a la mejor actriz. Dejó Hollywood en 1962, para trasladarse a Lausana, Suiza, donde residió permanentemente.
En la década de 1960 participó en trece películas más, estadounidenses y europeas, de las cuales destacan North to Alaska, una comedia que Feldman había creado en 20th Century Fox. Ella interpretó a una prostituta que se convierte en el interés amoroso de John Wayne y tuvo éxito en la taquilla, El león (1962), compartiendo papeles con William Holden e iniciando una relación sentimental con él que duraría dos años; La gata negra (1962), La pantera rosa (1964), What's New Pussycat? (1965); Fraulein Doktor (1969) y Satiricón (1969).
En las siguientes dos décadas participó en doce series de televisión, cuatro películas para televisión y dieciséis largometrajes, destacando Sol rojo (1971), de Terence Young, L'incorrigible (1975), de Philippe de Broca, y dos filmes de Blake Edwards, Trail of the Pink Panther (1982) y La maldición de la pantera rosa (1983). Su última aparición en la pantalla fue en la película para televisión Quartier nègre (1990).
Afectada por una profunda depresión, se quitó la vida lanzándose al vacío desde una ventana de su apartamento en Lausana, el 17 de marzo de 1990, muriendo instantáneamente, a la edad de 62 años.

## Influencia
El mismo año en que se estrenó la película La pantera rosa, que catapultó al estrellato a la actriz, fue creada por la española Carmen Vidal la marca de cremas española Germaine de Capuccini, que evoca su nombre.